# HD 84117
HD 84117 — одиночная звезда в созвездии Гидры. Находится на расстоянии 48,5±0,5 св. года (14,9 ± 0,2 пк) от Солнца.
Является звездой главной последовательности спектрального класса F. Имеет видимую звёздную величину приблизительно 4,94m и находится на пределе видимости невооружённым глазом.
С 1994 года по 2004 год звезда наблюдалась по программе SETI совместно с 40 другими звёздами на радиотелескопе РАТАН-600. Накопление сигнала (до 300 суток наблюдений) в широком диапазоне длин волн (λ=4.4 ÷54,5cм), на многих каналах одновременно, позволило достичь рекордной чувствительности по потоку — несколько мЯн. Однако после обработки данных значимый сигнал обнаружен не был.